# 원주시 (1958년 선거구)
원주시는 대한민국의 옛 국회의원 선거구이다. 당시 강원도 원주시 지역을 관할했다.

## 역사
1955년 9월, 원주군 원주읍·판부면 일부(단구리·행구리)·호저면 일부(우산리)가 원주시로 승격되었다. 이에 제4대 국회의원 선거를 앞두고 원주시 선거구가 신설되었다.
제6대 국회의원 선거를 앞두고 원성군 선거구와 통합되어 원주시·원성군 선거구를 이루게 되면서 폐지되었다.

## 역대 국회의원
| 선거   | 정당 | 정당   | 의원   |
| ------ | ---- | ------ | ------ |
| 1958년 |      | 민주당 | 박충모 |
| 1960년 |      | 민주당 | 박충모 |

## 역대 선거 결과

### 대한민국 제4대 국회의원 선거
|  | 40.45% |

|  | 37.60% |

|  | 9.65% |

|  | 7.41% |

|  | 4.87% |

### 대한민국 제5대 국회의원 선거
|  | 31.23% |

|  | 20.56% |

|  | 17.77% |

|  | 14.10% |

|  | 12.76% |

|  | 3.55% |